# 로리 윌리엄스 (닥터 후)
로리 윌리엄스 (Rory Williams)는 영국 BBC의 SF 드라마 <닥터 후>의 등장인물로, 배우 아서 다빌이 연기하였다. 시즌 5의 첫 에피소드부터 등장하였으며 중반부터 11대 닥터 (맷 스미스)의 동행자로 합류한다. 에이미 폰드 (캐런 길런)와는 약혼자 관계로, 에이미가 닥터를 더 사랑할까봐 처음에는 위축되고 불안해하는 모습을 보인다. 그러나 나중에는 에이미를 수천년간 지킬 수 있는 영웅임을 스스로 입증하고, 두 사람은 결혼에 이른다.
시즌 6에서 로리와 에이미 부부는 닥터의 타임머신인 타디스를 타고 시간 소용돌이를 거스르는 동안 사랑을 나누고, 에이미가 딸을 임신하여 출산에 이르렀으나 아기는 납치된다. "A Good Man Goes to War" 편에서 로리와 에이미는 시간여행자이자 닥터의 친구인 리버 송 (앨릭스 킹스턴)이 실제로는 납치된 딸, 멜로디 폰드라는 사실을 알게 된다. 리버 송은 "The Wedding of River Song"에서 닥터와 결혼하게 되고, 로리는 닥터의 장인이 된다. 시즌 7 5화 "The Angels Take Manhattan"에서 로리와 에이미는 우는 천사에 의해 먼 과거로 보내져 닥터 곁을 떠난다.

## 행적

### 텔레비전
로리 윌리엄스는 시즌 5 "The Eleventh Hour" (2010년)에서 처음 등장한다. 혼수상태의 환자들을 수용하는 병동의 간호사로 일하고 있으며, 닥터의 새 동행자인 에이미 폰드 (캐런 길런)의 "일종의 남자친구" (sort of boyfriend)로 묘사된다. 11대 닥터를 처음 만났을 때 그는 에이미가 어린 시절부터 얘기해 왔던 '상상 친구'인 '누더기 닥터' (Raggedy Doctor)임을 바로 알아보고 충격을 받는다. 그로부터 2년 뒤, 에이미가 결혼식 전날 닥터와 함께 여행하기 위해 자리를 비우고, 여행이 끝날 무렵에는 닥터에게 호감을 표시한다. 이에 닥터는 에이미와 로리 두 사람의 관계를 되살리고 한층 두터워질 수 있도록 1580년대 베네치아로 데려가면서, 로리는 처음으로 시간 여행을 경험한다. 에피소드의 결말에 이르러서 로리는 닥터의 동행자로 합류한다. "Amy's Choice"에서 다같이 꾸게 된 꿈속에서는, 의사가 되어 임신한 에이미와 결혼한 상태였다. 외계 종족에게 당해 죽어가면서 에이미에게 아기를 잘 키워 달라는 말을 남기고, 에이미는 로리를 얼마나 사랑하고 아껴 왔는지 비로소 깨닫게 된다. 이후로도 닥터, 에이미와 계속해서 여행하다가, "Cold Blood"에 이르러 닥터를 구하다 실루리안이 쏜 총에 맞아 죽고 시공간의 균열에 흡수되어, 존재 자체가 세계관에서 지워져 에이미의 기억 속에서 사라지고 만다.
"The Pandorica Opens"에서는 서기 102년의 로마 군인으로 등장하지만, 실제로는 로리의 기억과 외형을 복제한 오톤이었다. 로리의 의식체는 오톤으로서 입력된 살해 명령에 맞서려 하지만 결국 에이미를 쏘고 만다. 시즌 5의 마지막 에피소드 "The Big Bang"에서 복제된 로리는 판도리카라는 이름의 미래형 감옥에 에이미를 들여보내어 정체 상태로 있도록 하고, 직접 판도리카를 2천 년 넘게 지키면서 에이미 곁을 떠나지 않았다. 로리는 "최후의 로마군인" (Last Centurion)이란 이름으로 판도리카가 누군가의 손에 들어올 때마다 지키는 존재로 변모한다. 이후 닥터, 에이미, 리버 송 (앨릭스 킹스턴 분)을 도와 시공간에 균열을 일으킨 대폭발로부터 온 우주를 구한다. 본래 인간으로서의 타임라인으로 되돌아왔지만 오톤으로서의 기억을 지니게 된 로리는 에이미와 마침내 결혼한다. 로리 부부는 닥터의 배려로 함께 신혼 여행을 떠난다. 두 사람은 사라 제인 어드벤처 에피소드 "Death of the Doctor"와 2010년 크리스마스 스페셜 "A Christmas Carol"에서 여전히 신혼여행 중인 것으로 묘사된다.
시즌 6의 첫번째 에피소드 "The Impossible Astronaut" (2011년)에서는 지구로 다시 돌아와 부부생활을 이어나가는데, 닥터로부터 편지를 받고 에이미와 함께 미국 유타주로 떠난다. 그곳에서 에이미, 리버 송과 함께 현 시점의 닥터가 정체불명의 우주비행사에게 암살당하는 모습을 목격하고, 함께 초대받은 과거 시점의 닥터와 함께 문제 해결에 나선다. "The Almost People"에서는 그간 함께해 왔던 에이미가 갱어, 즉 납치된 에이미의 의식이 조종하는 가짜 복제물이었다는 사실이 밝혀진다.  진짜 에이미는 어느 소행성의 비밀기지에서 '악마의 짓' (Demons' Run)이라는 노역에 처해 있었고, 이 사실을 추론한 닥터는 가짜 에이미를 바로 분해해 버린다. 에피소드 막바지에서 에이미는 아이를 낳는 것으로 묘사되고, 그 다음 에피소드 "A Good Man Goes To War"에서는 딸아이 '멜로디 폰드'와 함께 등장한다. 마당 코바리안 (프랜시스 바버 분)과 사일런스는 멜로디 폰드가 타임로드와 같은 능력을 가지고 태어났기 때문에, 닥터에 맞선 암살자로 키울 계략을 꾸미고 있었다.
로마 군인의 갑옷을 다시 입게 된 로리는 에이미의 위치를 알아내기 위해 사이버맨의 우주 함대와 마주하고, 에이미를 구하기 위한 부대를 꾸리려는 닥터와 힘을 합친다. 그럼에도 멜로디는 마담 코바리안에게 납치되어 구할 수 없게 되고, 에이미와 로리는 괴로워한다. 하지만 두 사람 앞에 리버 송이 나타나 자신이 두 사람의 딸, 멜로디라는 사실을 밝힌다. 다음 에피소드 "Let's Kill Hitler"에서는 멜로디가 언젠가 닥터를 만나 죽이기 위해 에이미와 로리의 어린 시절 친구인 멜스가 되었다는 사실을 밝히는 것으로 시작된다. 어린 시절 에이미는 처음에 로리가 여자애한테 관심이 없어, 사실은 남자를 좋아하는 게 아닐까란 착각을 하고 있었는데, 이 때 멜스 (니나 투생화이트 분)가 에이미에게 나타나 로리가 널 사랑하고 있다며 두 사람을 이어지게 만든다. 21세기 지구에서 멜스는 타디스를 납치하여 1938년 베를린으로 향한다. 그곳에서 멜스는 히틀러 (앨버트 웰링)에게 총을 맞고 리버 송으로 재생성한다. 결국 로리와 에이미는 리버 송이 미래에 가서는 유타주 사막에서 닥터를 죽인 그 우주비행사라는 사실을 알게 된다. 에피소드가 끝날 무렵 두 사람은 성인이 된 리버 송이 운명에 따르도록 하고, 닥터와의 여행을 계속하기로 결정한다.
"The Girl Who Waited"에서는 시간여행이 에이미에게 미친 끔찍한 결과에 직면하고, 그로 인한 로리의 심리가 집중적으로 묘사된다. "The God Complex"에서는 닥터 일행이 신념을 먹고 사는 생물에게 당하게 되는데, 일행 중 유일하게 로리만큼은 이성적인 성격과 개인적인 신념의 부족으로 당하지 않게 된다. 해당 에피소드에서 닥터는 결국 자신이 친구들에게 너무 위험한 환경에 놓이게 했음을 깨닫고, 에이미와 로리를 지구로 돌려보낸 뒤 집과 차를 선물한다. 이후 "Closing Time"에서 닥터가 부부를 떠난 지 얼마 되지 않아 다시 등장한 로리와 에이미를 흘끗 보는 장면이 등장한다. 마지막화에서 리버 송이 닥터를 죽이는 것을 거부하면서 대체우주가 만들어지고, 로리와 에이미는 닥터의 시간대 속에 다시 한번 등장한다. 두 사람은 대체 우주에서 닥터가 리버송과 결혼하는 것을 목격하고, 닥터가 죽음을 맞이하는 원래 세계로 돌아간다. 그러나  리버 송이 두 사람을 찾아가 닥터가 아직 살아 있으며, 사막에서 죽었던 닥터는 사실 로봇으로 복제된 닥터라는 비밀을 알려준다. 이 시점에서 닥터는 온 우주가 자신이 죽었다고 생각하길 바라고 있었지만, 크리스마스 스페셜 "The Doctor, the Widow, and the Wardrobe"에서 닥터는 2년 후 로리와 에이미와 함께 크리스마스 저녁 식사를 함께한다.
시즌 7의 첫 에피소드 "Asylum of the Daleks" (2012년)은 처음부터 로리와 에이미가 이혼할 예정이라는 사실이 드러난다. 한편 달렉은 자신들의 계획 실행을 위해 닥터를 납치하고, 또 닥터가 동행자들과 함께 있을 때 더 합이 잘 맞는다는 사실을 알고선, 이혼 서류에 서명하려는 로리와 에이미도 납치한다. 임무 수행 과정에서 닥터는 두사람 사이의 화해를 주선한다. 로리와 에이미는 서로에 대한 감정을 나누는데, 에이미는 "A Good Man Goes to War" 시점 이후 불임 상태였고, 로리가 아이를 원한다는 것을 알고서 로리와 헤어지려는 사실이 밝혀진다. 그 후 닥터는 로리 부부와 함께 여행을 떠난다. 두번째 에피소드 "Dinosaurs on a Spaceship"에서 로리의 나이는 31세로 밝혀진다.
시즌7 1부의 마지막 에피소드 "The Angels Take Manhattan"에서 로리와 에이미는 닥터의 동행자로 다시 합류해 마지막 여행을 떠난다. 이 에피소드에서 로리는 우는 천사에 의해 1930년대 뉴욕으로 다시 보내져 리버 송을 만나고, 닥터와 에이미는 로리의 흔적을 뒤쫓는다. 하지만 로리는 자신이 우는 천사가 계속해서 공격하여 시공간에 가둬 두려는 희생자라는 사실을 깨닫는다. 정확히 말하면 우는 천사의 '동력 원천' (battery farm)로, 늙은 나이가 되어 죽을 때까지 계속해서 옛시간대로 가두려는 속셈이었다. 급기야 로리는 그곳에서 늙어 죽어가는 본인도 만난다. 에이미와 로리가 타임 패러독스를 일으켜 우는 천사를 없애버리기 위해 건물에서 뛰어내리지만, 천사 하나가 살아남는 바람에 로리가 다시 과거로 돌아가 버린다. 이에 에이미도 로리와 함께하기 위해 천사에게 일부러 당하는 쪽을 선택하고, 닥터는 엄청난 시간의 역설로 인해 결코 두 사람을 만날 수 없게 되어버린다. 두 사람의 무덤을 찾아간 닥터는 묘비를 통해 로리가 82세에, 에이미가 87세에 사망했다는 사실을 알게 된다.
홈페이지로 공개된 에필로그 에피소드 "PS"에서는 로리와 에이미의 후일담이 소개되는데, 1946년에 아들을 입양해 이름을 앤서니 브라이언 윌리엄스로 지었다는 사실이 밝혀진다. 앤서니의 미들네임 '브라이언'은 해당 에피소드에서 로리가 편지를 보낸 자기 아버지 브라이언의 이름을 따왔다는 사실도 드러난다.

### 소설
로리는 뉴시리즈 어드벤처, 2in1 시리즈, 퀵 리드에서 발행한 여러 닥터후 소설판과 오디오북에서 11대 닥터, 에이미와 함께 등장하며, 행적도 대체로 두 사람과 같다.

### 오디오극
2020년 6월 12일, 빅 피니시 프로덕션은 로리 윌리엄스를 맡은 배우 아서 다빌이 오디오극 <The Lone Centurion>에 출연한다고 밝혔다. 줄거리는 로리가 2천년 동안 판도리카를 지키는 내용을 다루는 모험 시리즈다. 2021년 4월 첫번째 편인 Rome가, 2022년 2월 두번째 편인 Camelot이 공개되었다.

## 배우와 성격
시즌 5 제작에 앞서 오디션 당시, 배우 아서 다빌은 첫번째 에피소드의 2장면, 여섯번째 에피소드의 1장면을 전달받았으나, 로리란 캐릭터가 에이미의 남자친구라는 사실 외에는 별다른 정보를 알지 못했다고 한다. 대표 작가이자 총괄 프로듀서인 스티븐 모팻은 아서 다빌이 오디션 현장에서 연기할 당시 "그냥 너무 웃겼던" 점이 가장 눈에 띄었다고 밝혔다. 다빌은 이 드라마의 일부가 되는 것이 "특권"처럼 느껴졌으며 로리의 이야기에도 만족한다고 밝혔다. 주연인 맷 스미스와는 이전에 <상어와 헤엄치기> (Swimming with Sharks)라는 연극에 참여한 적이 있었다. 시즌 5 12화 "A Christmas Carol"에서부터는 주연으로 나서게 되었는데, 다빌 본인은 주연이 될 것에 대해 손가락을 꼬며 기대했다는 심정을 내비쳤다.
로리라는 캐릭터는 에이미와 "완전히 사랑에 빠진" 인물이지만, 에이미 입장에서는 자신도 로리를 사랑한다고 인정하기 전에 인생에서 해야 할 일이 있었다. 프로듀서 모팻은 로리가 에이미의 상상 속 닥터가 남긴 "그림자"에서 자라난 인물로 묘사했다. 이 때문에 로리가 직업을 간호사로 택했다는 설명이다. 결과적으로 로리는 "갈팡질팡하는 액션히어로"로 진화하게 된다. 시즌 5에서 로리의 성격에 대해 배우 다빌은 "바깥에서 이 세상을 주시하며 에이미를 필사적으로 지켜내려 한다"고 느꼈다. 총괄 프로듀서 스티븐 모팻은 "처음부터" 타디스에 결혼한 부부를 둘 계획이었다고 밝혔다. 다빌은 두 부부의 결혼생활에 대해 에이미가 항상 "바지를 입을 것"이라 말했다. 그러나 그는 로리의 결혼으로 자신의 캐릭터가 "너무 무가치하다"는 생각을 그만두게 됐다고 밝혔다. 로리가 시즌 5와 6 사이에서 어떻게 변했는지에 대해서는 "로리의 모험심이 깨어났다"며, 스스로 더 편안하다고 느낄 것이라고 밝혔다.

## 평가
방영 당시 로리의 잦은 죽음은 비판의 대상이었다. 디지털 스파이의 평론가 모건 제프리는 "위험에 대한 감정과 죽음의 여운도 분명 닥터 후의 핵심 요소 중 하나겠지만, 로리의 반복적인 죽음과 부활은 이제 너무 잦아져서 사우스 파크의 케니와 거의 비슷해 보일 지경이다"라고 지적했다. 인디펜던트의 닐라 데브너스는 "The Doctor 's Wife" 편에 대한 리뷰에서 "'로리또죽음 피로증' (Rory-gets-killed fatigue)이 이제는 정말로 시작됐다"고 지적했다. 한편 SFX 지는 SF 드라마 속 부활 캐릭터 10위에 관한 기사에서 3위에 로리 윌리엄스를 선정하면서, "클리셰가 되고 있지만, 너무 신경쓸만한 건 아니다. 항상 그런 애호감으로 끝나기 때문이다. 예외가 있다면, 아마도 모든 면에서 상당히 만족스러운 자유지대였던 해적 에피소드일 것."이라는 반론을 제기하기도 했다.
그러나 시즌 6에서 로리가 영웅으로 성장할 기회를 얻게 된 것에 대해서 평론가들은 호평을 보냈다. "A Good Man Goes to War" 방영 후 io9의 평론가 찰리 제인 앤더스는 로리 윌리엄스를 드라마 뱀파이어 해결사와 엔젤에 나오는 웨슬리 윈덤프라이스 (알렉시스 데니소프 분)와 비교했다는데, 존재 자체로 웃긴 캐릭터에서 진정한 전사로 성장한 것이 공통적이라는 평이다. 앤더스는 "로리의 내면 속에 웨슬리 윈덤프라이스를 받아들이게 되어 기쁘다. 상남자 로리는 우리가 이미 보다시피 완전 상남자가 되어버렸다"고 평했다. 잽투잇의 샘 맥퍼슨은 시즌 5의 캐릭터 중에서 로리가 "보편적으로 즐길 법한 캐릭터"로 진화하면서 가장 큰 발전을 거둔 캐릭터라고 평했다.
라디오 타임스에서는 "타디스의 여행자로서 로리는 과거 동행자들보다 훨씬 더 시청자를 대변할지 모른다. 물론 우리 모두가 닥터처럼 직접 행동에 나서는 것을 좋아할 것이다. 하지만 실제로, 시공을 통해 여행하는 괴짜 외계인과 함께하게 된다면 우리는 로즈보다는 로리가 되지 않을까."라며 로리의 캐릭터성에 호평을 보냈다. 반면 2015년 데일리 텔레그래프의 마이클 호건은 닥터 후에서 남성 동행자가 평범하게 묘사되고 있다며 비판했다. 2005년~2006년 시즌에 등장한 미키 스미스 (노엘 클라크), 2014년 시즌의 대니 핑크 (사무엘 앤더슨)와 더불어 로리 역시 "기본적으로 얼빠져 있고, 기운 없고, 훨씬 우수한 여자 캐릭터들의 성가신 곁다리"라고 지적했다.
로리는 2012년 버진미디어 TV 어워즈에서 "올해의 TV 캐릭터"로 선정되었다. SFX도 최고의 SF 판타지 로맨스에서 에이미와 로리를 2위로 선정했다.